# Arabtec
Arabtec est une entreprise de construction dont le siège social est situé à Dubaï aux Émirats arabes unis. Cette entreprise a contribué à la réalisation de la Burj Khalifa, de la Burj-Al-Arab, du Dubai Sports City, de l'aéroport international de Dubaï et de l'aéroport international Al Maktoum.

## Histoire
L'entreprise est créée en 1975, en plein boom de l'immobilier dans les émirats.
Depuis 2008, Arabtec travaille sur la réalisation de la construction de la plus grande tour d'Europe en Russie, une commande du géant gazifère Gazprom qui souhaite en faire sa maison-mère.
En mars 2009, Arabtec forme une coentreprise en Arabie Saoudite avec CPC Services (filiale du Saudi Binladin Group) et Prime International Group Services pour faciliter la conduite de ses projets de construction dans cette zone géographique. Du coup, en octobre 2010, Arabtec signe un contrat de $1,33 milliard avec le Saudi Binladin Group pour la construction de 5000 villas en Arabie Saoudite.
En avril 2009, la BBC dévoile que derrière les grandes bâtisses que développe Arabtec se cachent des dizaines de milliers de travailleurs étrangers évoluant dans des conditions sanitaires et psychologiques très précaires.
En 2014, Arabtec signe un contrat de $35,8 milliards avec le gouvernement égyptien pour la construction d'un million de logements d'ici à 2020.
En juin 2014, Hasan Ismaik, PDG d'Arabtec et actionnaire à 20,5% du groupe, devient le premier Jordanien à devenir milliardaire à la suite d'une augmentation de sa participation dans le capital de la compagnie. En juin 2014, sa participation s'élève à 28,85%.
En avril 2015, Hasan Ismaik est remplacé à la tête du groupe par Raja Hani Ghanma. Le départ d'Hasan Ismaik, qui concorde avec la réduction de la participation de l'actionnaire Aabar Investments, est le début d'une période de troubles économiques pour Arabtec.
En 2015, Arabtec enregistre une perte de 626 millions de dollars.
En octobre 2020, Arabtec annonce sa demande de liquidation. En 2020, la pandémie de coronavirus a considérablement aggravé la crise immobilière dans les États du Golfe. Des États comme Abu Dhabi et l'Arabie Saoudite sont également tombés dans une situation de trésorerie précaire en raison de la forte baisse des prix du pétrole et ont mis un terme à de nombreux grands projets immobiliers.

## Constructions
- Burj Khalifa
- Louvre Abou Dabi
- Burj-Al-Arab
- Dubai Sports City
- Aéroport international de Dubaï
- Aéroport international Al Maktoum

## Filiales
- Depa, détenue à 24%, entreprise spécialisée dans l'aménagement d'intérieur pour les hôtels, aéroports et hôpitaux.

## Autres partenariats
En mai 2014, Arabtec devient le sponsor officiel du bâtiment pour le club de football anglais Manchester City Football Club.